# Kakadu palmowa
Kakadu palmowa, żałobnica palmowa, kakadu wielka (Probosciger aterrimus) – gatunek dużego ptaka z rodziny kakaduowatych (Cacatuidae). Zamieszkuje niziny Nowej Gwinei, do wysokości 1300 m n.p.m., występuje także na pobliskich wyspach. W Australii zamieszkuje tylko półwysep Jork. Jest jedynym przedstawicielem plemienia Proboscigerini i rodzaju Probosciger.

## Podgatunki i zasięg występowania
Międzynarodowy Komitet Ornitologiczny (IOC) wyróżnia cztery podgatunki P. aterrimus:
- P. a. stenolophus – wyspa Yapen, północna i wschodnia Nowa Gwinea
- P. a. goliath – wyspy u zachodnich wybrzeży Nowej Gwinei, zachodnia, środkowa i południowo-wschodnia Nowa Gwinea. Proponowano wydzielenie z niego podgatunków alecto i intermedius, lecz nie są one obecnie uznawane.
- P. a. aterrimus – Wyspy Aru i Misool
- P. a. macgillivrayi – południowa Nowa Gwinea, półwysep Jork (północno-wschodnia Australia)

## Etymologia
- Probosciger: łac. proboscis, proboskidis „pysk, trąba”, od gr. προβοσκις proboskis, προβοσκιδος proboskidos „pysk, trąba”; -ger „noszący”, od gerere „nosić”[13].
- aterrimus: nieudokumentowane łac. aterrimus „bardzo czarny, najczarniejszy”, forma wyższa od ater „czarny”[14].
- stenolophus: gr. στηνος stēnos cienki, smukły; λοφος lophos „grzebień, czub”[15].
- goliath: Goliat z Gat, biblijny gigant filistyński, zabity przez chłopca o imieniu Dawid[16].
- macgillivrayi: dr William David Kerr MacGillivray (1867–1933), australijski lekarz, przyrodnik, owolog[17].

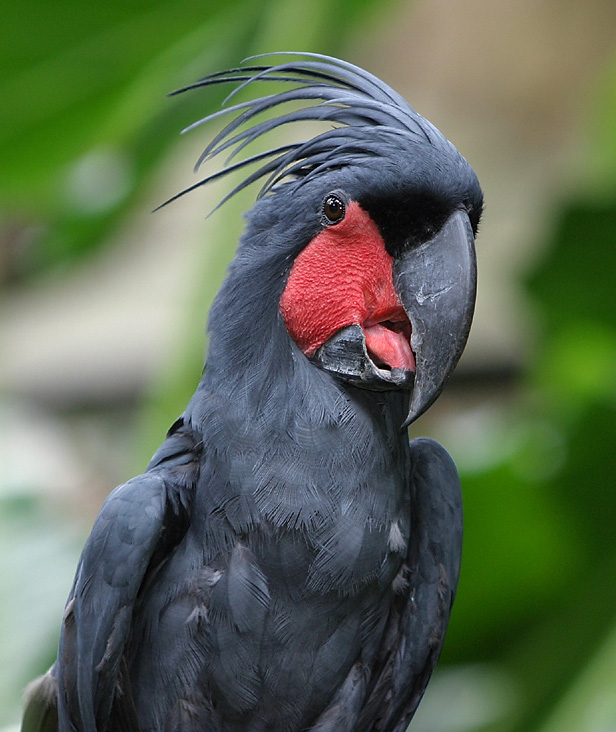
Zbliżenie głowy

## Charakterystyka
Wygląd zewnętrznyDuża kakadu o ostrym, potężnym, ciemnoszarym dziobie, jest jednolicie czarno umaszczona, z czubem na głowie składającym się z piór w kształcie sierpa, który może stroszyć. Jedyna kolorowa plama w czarnym upierzeniu to pomarańczowa skóra na nieopierzonych policzkach (u samic dziób i plamy są mniejsze). U zdenerwowanego ptaka przybiera kolor szkarłatny. Skrzydła i długi ogon są zaokrąglone.
Rozmiarydługość ciała: 50–63 cm, rozpiętość skrzydeł: 70–100 cm
Masa ciałasamiec 545–1092 g, samica 503–950 g
ZachowanieChętnie przebywają na bezlistnych drzewach, które wystają ponad kopułę lasu deszczowego lub eukaliptusowego. Żyją w parach lub w grupach składających się z pięciu lub sześciu ptaków. Śpią osobno. Samce są terytorialne i przepędzają rywali ze swojego terytorium. Samiec zajmując jakieś terytorium, bierze w palce kawałek gałęzi i uderza nią w suchy, pusty pień. Wydają różne dźwięki (gwizdy, niski skrzek lub zawodzące wołanie), które niosą się daleko. Wysokość tonu tych dźwięków jest różna, czasami bardzo wysoka.
Długość życiaW niewoli do 56 lat (samica w London Zoo); według niepotwierdzonych informacji samiec w australijskim zoo dożył do 80–90 lat. Brak informacji o długości życia osobników na wolności.

## Środowisko
Tropikalne lasy deszczowe i galeriowe oraz obrzeża lasów; w Australii także w drzewostanach eukaliptusowych.

## Pożywienie
Żywią się dużymi nasionami o twardych łupinach, a także owocami, jagodami i pąkami.

## Lęgi
Zachowania godoweSezon rozrodczy rozpoczyna się w sierpniu. Podczas toków samiec i samica z nastroszonymi czubami kłaniają się, tupiąc nogami.
GniazdoBudowane jest w dużych dziuplach drzew, w których tworzą platformę z gałęzi.
Jaja i wysiadywanieSamica składa tylko jedno białe jajo, które wysiaduje sama przez 33–35 dni. W tym czasie jest karmiona przez samca.
PisklętaMłode po wykluciu jest nagie, pozbawione puchu. W gnieździe pozostaje około 100–110 dni, gdzie jest dokarmiane przez obydwoje rodziców. Po opuszczeniu gniazda jest jeszcze karmione przez około 6 tygodni. Dojrzałość płciową osiągają w wieku 7–8 lat.

## Status zagrożenia i ochrona
Międzynarodowa Unia Ochrony Przyrody (IUCN) uznaje kakadu palmową za gatunek bliski zagrożenia (NT – Near Threatened). Całkowita wielkość populacji jest szacowana na 260000-640000 dorosłych odobników. Trend liczebności populacji uznaje się za spadkowy ze względu na niszczenie siedlisk i odłów przez ludzi. Populacja podgatunku macgillivrayi jest stabilna i liczy około 3000 osobników.
Gatunek ten jest ujęty w I załączniku konwencji waszyngtońskiej (CITES).